# Видим, видим
Видим, видим, познат и под насловом Лаку ноћ, мамице (енгл. Goodnight Mommy), аустријски је психолошки хорор филм из 2014. године, од редитеља и сценариста Веронике Франц и Северина Фиала, са Сузаном Вист, Елијасом Шварцом и Лукасом Шварцом у главним улогама. Био је аустријски кандидат за најбољи међународни филм на 88. додели Оскара, али није био номинован.
Филм је премијерно приказан 30. августа 2014, на Филмском фестивалу у Венецији. Добио је генерално позитивне критике. На сајту Ротен томејтоуз оцењен је са 86% и описан као „Мрачан и насилан филм преплављен страхом”. Национални одбор за рецензију филмова сврстао је Видим, видим у 5 најбољих филмова године. Био је номинован за Награду Сатурн за најбољи међународни филм, а Елијас и Лукас Шварц су били номиновани за исту награду у категорији најбољих младих глумаца.

## Радња
Жена се враћа кући са козметичке операције на лицу. Пошто јој је лице прекривено завојима, њени деветогодишњи синови, близанци Елијас и Лукас, почињу да сумњају да је она стварно њихова мајка. Ситуација постаје све напетија пошто мајка у потпуности игнорише Лукаса и почиње да се понаша насилно према Елијасу...

## Улоге
| Глумац            | Улога                 |
| ----------------- | --------------------- |
| Сузана Вист       | мајка                 |
| Елијас Шварц      | Елијас                |
| Лукас Шварц       | Лукас                 |
| Ханс Есхер        | свештеник             |
| Елфриде Шац       | радница Црвеног крста |
| Карл Пуркер       | радник Црвеног крста  |
| Георг Делиовски   | достављач пица        |
| Кристијан Штајндл | црквењак              |
| Кристијан Шац     | фармер                |